# Hetman Zamość

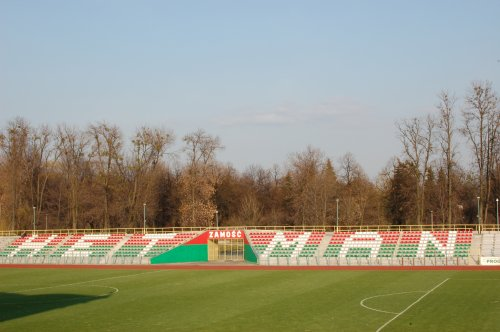
Het stadion van Hetman Zamość

Hetman Zamość is een Poolse voetbalclub uit Zamość.
De club werd in 1934 opgericht en speelt in het OSiR stadion dat aan 16.000 toeschouwers plaats biedt. De club speelde vooral op het derde en vierde niveau met als beste klasseringen een zevende plaats in de II liga in 1999 en 2001. In 1994 en 1997 werd de kwartfinale van het toernooi om de Puchar Polski gehaald.

## Historische namen
- 1934 Strzelec Zamość
- (?) Hetman Zamość
- 1944 KS Sparta Zamość
- 1945 fusie met Zamojskim KS (voorheen Piast Zamość)
- 1950 ZS Unia Zamość
- 1956 MZKS Hetman Zamość
- 1968 CWKS Hetman Zamość (na fusie met Technikiem)
- (?) MZKS Hetman Zamość
- 1993 KS Hetman Zamość
- 2010 ZKP Hetman Zamość

## Bekende (oud-)spelers
- Przemysław Tytoń
- Mateusz Prus